# Patrick Würll
Patrick Würll (* 16. August 1978 in Schweinfurt) ist ein ehemaliger deutscher Fußballspieler.

## Karriere
Würll begann in der Fußballabteilung des TV Sondheim/Grabfeld im Landkreis Rhön-Grabfeld im Regierungsbezirk Unterfranken mit dem Fußballspielen und setzte es in den Jugendabteilungen des 1. FC Schweinfurt und des FC Bayern München fort. Mit 18 Jahren rückte er in die Amateurmannschaft der Bayern auf und absolvierte vier Spielzeiten in der Regionalliga Süd, in denen er 82 Punktspiele bestritt und 25 Tore erzielte.
Zur Saison 2000/01 wechselte er zum Ligakonkurrenten Kickers Offenbach, für die er in zwei Spielzeiten 58 Punktspiele bestritt und 26 Tore erzielte.
Zur Saison 2002/03 folgte ein Wechsel in die 2. Bundesliga zum SSV Reutlingen 05, für den er in seiner Premierensaison fünf Tore in 19 Punktspielen erzielte und dennoch am Saisonende absteigen musste. Sein Debüt im bezahlten Fußball gab er am 25. August 2002 (3. Spieltag) beim 2:1-Sieg im Auswärtsspiel gegen Eintracht Braunschweig; sein erstes Tor erzielte er am 10. November 2002 (12. Spieltag) beim 1:1-Unentschieden im Auswärtsspiel gegen den 1. FC Köln mit dem Führungstreffer in der 29. Minute.
Würll blieb der 2. Bundesliga erhalten, da er zur Saison 2003/04 vom VfB Lübeck verpflichtet wurde, für diesen 19 von 34 Punktspielen bestritt und sich dreimal als Torschütze auszeichnen konnte. Mit dem Abstieg des Vereins in die Regionalliga Nord verblieb auch Würll in dieser, da er zur Saison 2004/05 zum Ligakonkurrenten Holstein Kiel wechselte und für diesen in zwei Spielzeiten 51 Punktspiele absolvierte, in denen ihm 13 Tore gelangen. Im Winter der Saison 2005/06 hatte Würll seinen Vertrag in Kiel um ein weiteres Jahr verlängert – dieser galt jedoch nur für die 2. Bundesliga. Da Kiel den Aufstieg verpasste, konnte Würll ablösefrei wechseln.
Danach folgten zwei weitere Spielzeiten in dieser Spielklasse, allerdings für Dynamo Dresden. Kurioserweise debütierte Würll für die Dresdener am 6. August 2006 (1. Spieltag) im Heimspiel ausgerechnet gegen Holstein Kiel. Beim 4:1-Sieg musste er bereits nach neun Minuten verletzungsbedingt vom Platz genommen werden und kehrte wiedergenesen erst am 24. März 2007 (27. Spieltag) bei der 0:1-Niederlage im Auswärtsspiel gegen den 1. FC Magdeburg in den Spielbetrieb zurück. In den verbleibenden 11 Spielen bestritt er zehn und erzielte am 2. Juni 2007, am letzten Spieltag, bei der 2:4-Niederlage im Heimspiel gegen den Hamburger SV II mit dem Treffer zum 2:0 in der 32. Minute sein einziges Saisontor. In der Folgesaison traf er einmal mehr, bestritt allerdings auch acht Punktspiele mehr.
In der zur Saison 2008/09 neu geschaffenen 3. Liga war er zwei Spielzeiten für den SSV Jahn Regensburg aktiv und erzielte drei Tore in 45 Punktspielen.
Von 2010 bis 2011 spielte er für den BC Aichach in der siebtklassigen Bezirksoberliga Schwaben. Seine Karriere ließ er nach zwei Spielzeiten für den VfR Garching in der Bezirksoberliga Oberbayern bzw. Landesliga Südost bis Juni 2013 ausklingen.